# Гонгозеро
Гонгозеро — пресноводное озеро на территории Винницкого сельского поселения Подпорожского района Ленинградской области.

## Общие сведения
Площадь озера — 3,6 км², площадь водосборного бассейна — 78,4 км². Располагается на высоте 133,2 метра над уровнем моря.
Форма озера лопастная, продолговатая: оно почти на четыре километра вытянуто с юго-запада на северо-восток. Берега изрезанные, каменисто-песчаные, местами заболоченные.
Из южного залива Гонгозера вытекает река Гонга и впадает в Яймозеро, из которого вытекает река Яйма, впадающая в реку Пётку. Пётка впадает в Чикозеро, из которого берёт начало река Паданка, впадающая в реку Шокшу. Шокша, в свою очередь, впадает в реку Оять, левый приток Свири.
На озере расположены два острова различной площади. Один, более крупный, расположен ближе к юго-западной оконечности водоёма и носит название Большой.
К востоку от озера проходит лесная дорога.
Населённые пункты вблизи водоёма отсутствуют.
Код объекта в государственном водном реестре — 01040100811102000015814.